# Orgasm
Orgasm (Nederlands: orgasme) is het vierde album van Atrox, uitgebracht in 2003 door Code 666 / Audioglobe.

## Tracklist
1. "Methods of Survival" – 7:18
2. "Flesh City" – 5:55
3. "Heartquake" – 4:33
4. "Burning Bridges" – 6:35
5. "This Vigil" – 6:33
6. "Tentacles" – 5:51
7. "Second Hand Trauma" – 6:15
8. "Prè Sense" – 8:04